# Frankenweenie (film 1984)
Frankenweenie è un cortometraggio di Tim Burton, realizzato nel 1984. È una parodia dei film tratti dal romanzo di Mary Shelley.
Lo stesso Tim Burton, nel 2012, ha prodotto e diretto un remake sotto forma di lungometraggio in stop-motion.

## Trama
In una cittadina americana del 1971,Victor Frankenstein (Barret Oliver) è un ragazzino che si diletta nel realizzare film col suo cane, Sparky (un bull terrier). Dopo che Sparky viene ucciso da una automobile, Victor impara a scuola l'effetto degli impulsi elettrici sui muscoli e gli viene l'idea di riportare in vita il suo animale. Crea così elaborati macchinari che, investendo il corpo del cane con lampi e tuoni, lo fanno rivivere. Mentre Victor è felice del risultato, i suoi vicini sono terrorizzati dall'animale tornato in vita e, quando i Frankenstein decidono di reintrodurre in famiglia il rivitalizzato Sparky, i vicini si arrabbiano e si intimoriscono. Così, quasi consapevole di ciò che accade, Sparky scappa inseguito da Victor e i due si ritrovano in un campo di minigolf dove si nascondono nel suo miglior mulino a vento. Qui si innesca un incendio e, mentre Victor riesce a salvarsi grazie all'aiuto del cane, Sparky muore. Il vicinato, accorso sul luogo, riconosce i propri errori. La gente usa le proprie macchine, insieme a cavi elettrici, per "ricaricare" il cane. Rivive e tutti lo lodano. Il film si conclude con Sparky che si innamora di una barboncina con un'acconciatura che ricorda, ironicamente, quella de La moglie di Frankenstein.

## Casi mediatici
Tim Burton fu licenziato dalla Disney quando il film fu completato; lo studio lo accusò infatti di aver sprecato le risorse della compagnia. Il corto ottenne il divieto per i ragazzi al di sotto dei quattordici anni e poco successo di pubblico. Tuttavia dopo i successi di Beetlejuice - Spiritello porcello, Pee-wee's Big Adventure e Batman al corto fu data distribuzione in home video. Nel 1993 fu abbinato al lancio nei cinema di Nightmare Before Christmas.

## Remake
Nel novembre 2007 Burton firmò un accordo con la Disney per un remake del film nella forma di lungometraggio, nonché in stop-motion 3D. Il film è stato distribuito dalla Walt Disney Pictures nel 2012, per la prima volta dal film James e la pesca gigante, che comunque vedeva Burton solo nel ruolo di produttore.